# جد علی
جد علی یک منطقهٔ مسکونی در بحرین است که در استان عاصمه واقع شده‌است.